# Sármellék vasútállomás
Sármellék vasútállomás 1974-óta fejállomás, a Zalaszentgrót–Balatonszentgyörgy-vasútvonal utolsónak megmaradt belső vasútállomása Sármelléken.

## Története
A Zalaszentgrót–Balatonszentgyörgy-vasútvonal Zalaszentgróttól Sármellékig tartó szakaszát még 1974-ben megszüntették és elbontották, de Balatonszentgyörgy irányába a személyforgalmat megszüntetve, iparvágányként megmaradt, hogy a  a repülőgépek üzemanyagát, a veszélyes (gyúlékony) besorolású kerozint ugyanúgy. mint addig, továbbra is vasúton szállíthassák a Sármelléki katonai repülőtérre. Ezt 1974-től már csak irányváltással, állomási csúcsfordítással lehetett megtenni. A katonai repülőtér polgárivá alakítása után az állomás és a fennmaradt vonalszakasz forgalma is megszűnt. A MÁV nyilvántartásában 2024-ben is létező szolgálati helyként szerepel.